# Буєрний спорт

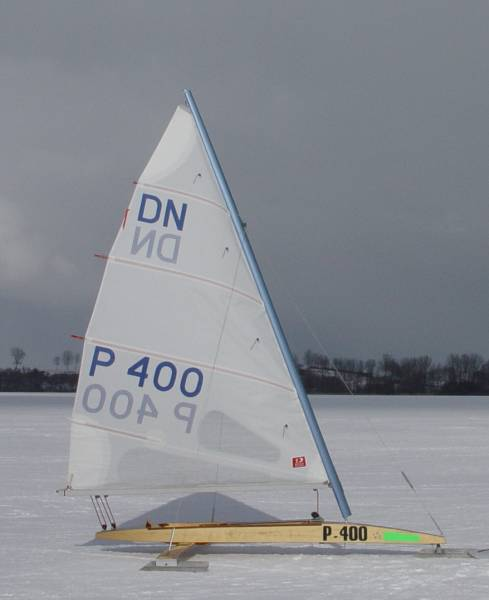
Споряджений буєр класу «International DN» на льоду

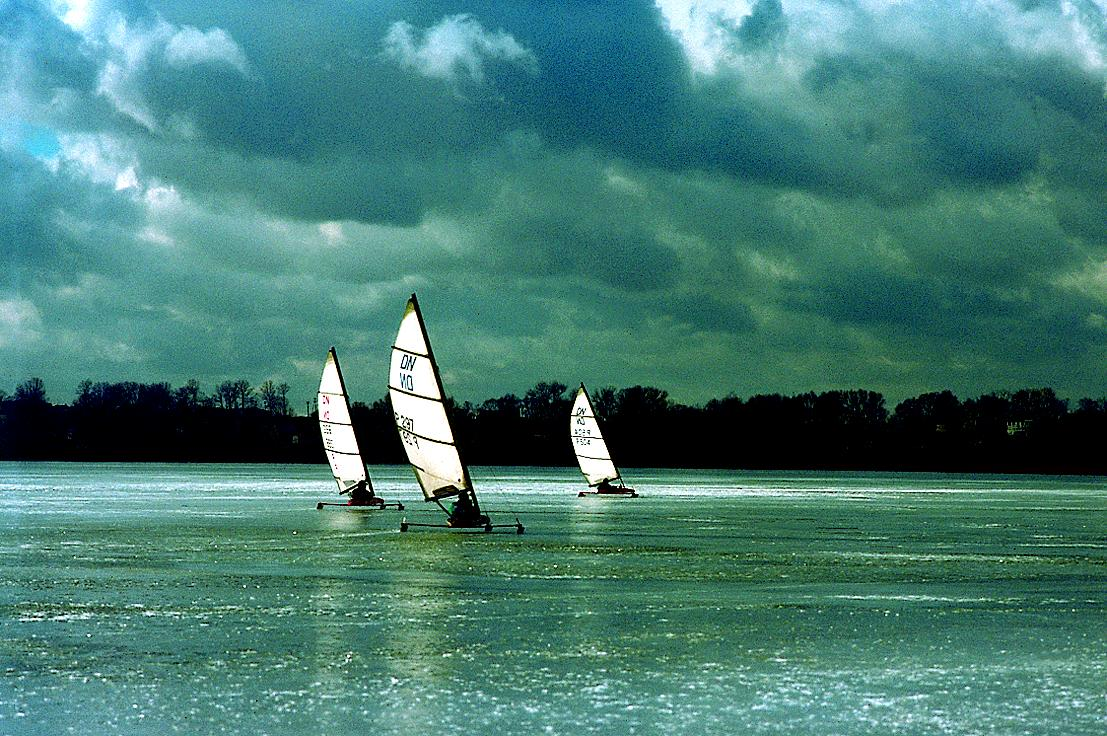
Змагання з буєрного спорту

Бу́́єр (нід. boeier) — легкий човен або платформа, встановлена на особливих металічних ковзанах, призначена для ковзання по льоду й оснащена щоглою з вітрилами. Керування буєром має багато чого спільного з керуванням яхтою, але потребує спеціальних навичок через особливості керування і великою швидкістю руху.
В англомовній термінології буєр іменується iceboat («льодовий човен»).
Буєр є основним знаряддям для занять буєрним спортом.
На буєрах проводяться регіональні змагання, чемпіонати Європи та Світу.

## Історія

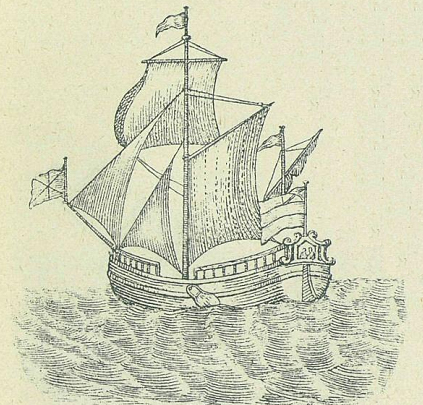
Буер «Люстик», 1704 года постройки

У XVIII—XIX століттях буєром називали одно- або двощоглові вантажні судна з косими вітрилами, що призначалися для прибережного плавання.
Характерною особливістю буєра були великі шверти по бортах. У складі російського флоту судна такого класу з'явилися на початку XVIII століття, їх використовували переважно для вантажних перевезень. Окремі представники буєрів прослужили в Російському імператорському флоті в якості імператорських прогулянкових суден до кінця XIX століття.
Це назва перейшла на льодові буєра. Рибалки Балтійського моря, Ладозького і Онезького озер здавна використовували буєра для промислу взимку, тому встановити час появи льодових буєрів важко.
У Росії будівництво льодових буєрів на корабельнях почалося за Петра Першого. Відомо, що цар протягом зими наказував розчищати сніг перед Зимовим палацом і щодня катався на льодовому буєрі. Льодові буєра будувалися на Партикулярній верфі. Дочка Петра I, Єлизавета Петрівна також мала власний буєр і каталася на ньому. Великого поширення набули буєри в Санкт-Петербурзі при розвитку яхт-клубів в XIX столітті. Буєрні регати проводилися місцевими яхт-клубами в районі Петергоф-Стрєльна і збирали до 100 вимпелів.
У XX столітті буєри використовували під час військових дій 1941—1944 роках на Ладозі і Балтиці з великим успіхом. Саме на них до прокладки автомобільної траси здійснювалося постачання блокадного Ленінграда і евакуація його жителів, а згодом їх активно використовували при обслуговуванні Дороги життя. Керували бойовим застосуванням буєрів майстри спорту І. П. Матвєєв і Н. М. Єрмаков.

## Конструкція
Буєр являє собою конструкцію хрестоподібної форми, встановлену на трьох або більше металевих ковзанах. Один з ковзанів (передній або задній) є рульовим і ставиться на корпусі. Бічні ковзани поміщаються на кінцях поперечного бруса. Конструкція оснащена вітрильним озброєнням типу кет або шлюп. На сучасних буєрах використовують, як правило, один парус на одній щоглі, тобто озброєння типу кет. Особливістю буєра є здатність розвивати швидкість, яка перевищує швидкість вітру від 2 до 5 разів, що досягається внаслідок невеликого опору тертя сталевих ковзанів об лід.
Існують буєра на колесах, які інакше називаються пляжними яхтами, здатні пересуватися по дуже щільному піску пляжів. Також колісні буєри є на соляних озерах.
Основним матеріалом для побудови буєра є клеєне дерево або пластик (корпус), вуглепластик або дерево (щогла) і сталь (ковзани й оковки).

## Характеристики
Швидкість буєра 40 км/год при русі в бейдевінд, і від 60 км/год до близько 120 км/год при русі в бакштаг.

## Керування буєром
Управління буєром має свої особливості, бо по відчуттях рульового вітер на ходу дме весь час прямо назустріч, і тому не кожен яхтсмен може зорієнтуватися на буєрі відразу. Зупинка буєра здійснюється розворотом прямо проти вітру. Гальмові системи застосовувати недоцільно, через загрозу потрапляння в «штопор». Тому для управління буєром потрібно пройти відповідний курс навчання. При русі буєра найбільш яскраво виражений властивий швидкохідним вітрильним суднам ефект залежності тяги вітрила від швидкості, що отримав назву «буєрного ефекту».

## Конструктори буєрів
- Людевіг, Микола Юлійович (1877—1942)
- Эрик фон Хольст (1894—1962)